# Prinzip der relativen Gleichheit
Das Prinzip der relativen Gleichheit (Equity principle) (synonym: Beitragsprinzip) ist eine Gerechtigkeitsregel, die sich dem Bereich der Verteilungsgerechtigkeit zuordnen lässt. Nach dem Prinzip der relativen Gleichheit wird eine interpersonelle Beziehung dann als ausgeglichen wahrgenommen, wenn die Relation von Input (I) und Konsequenzen (K) zwischen zwei Personen (Person A und B) gleich ist: IA/KA = IB/KB. Das Prinzip der relativen Gleichheit gewinnt vor allem in leistungsorientierten Situationen an Bedeutung, wo es zur Erhöhung der Leistungseffizienz durch Schaffung individueller Anreize beiträgt.
Neben dem Prinzip der relativen Gleichheit tragen auch andere Faktoren zu der Entscheidung über die Belohnungsverteilung bei. Der relative Anteil des Prinzips der relativen Gleichheit an der Bestimmung der Belohnungsverteilung lässt sich quantifizieren.
Das Prinzip der relativen Gleichheit lässt sich nicht nur auf den Leistungsbereich anwenden, sondern durchzieht alle Lebensbereiche. Im Bereich der Partnerschaftsforschung ergibt sich die Hypothese, dass romantische Partner, die ihre Beziehung als ausgewogen einschätzen, zufriedener und weniger ärgerlich sind als Partner, die sich als überbelohnt oder benachteiligt wahrnehmen. Aus dieser Hypothese ergibt sich eine interessante Folgerung: Nicht die Person in einer romantischen Beziehung ist besonders zufrieden, die die höchsten Belohnungen erhält, sondern die, die ihre Partnerschaft als ausgewogen einschätzt. Das gilt aber nur für partnerbezogene Beiträge wie „Einfühlsam aufeinander Eingehen“ und „Entgegenbringen von Wärme, Geborgenheit und Achtung“. Hingegen sind persönliche Beiträge wie „Aufstiegschancen im Beruf“ und „Bildung“ für die Ausgeglichenheit in Partnerschaften irrelevant.